# Archives de l'État à Saint-Hubert
Les Archives de l'État à Saint-Hubert ont fermé définitivement leurs portes le 1er mars 2019. Les collections sont transférées aux Archives de l'État à Arlon.

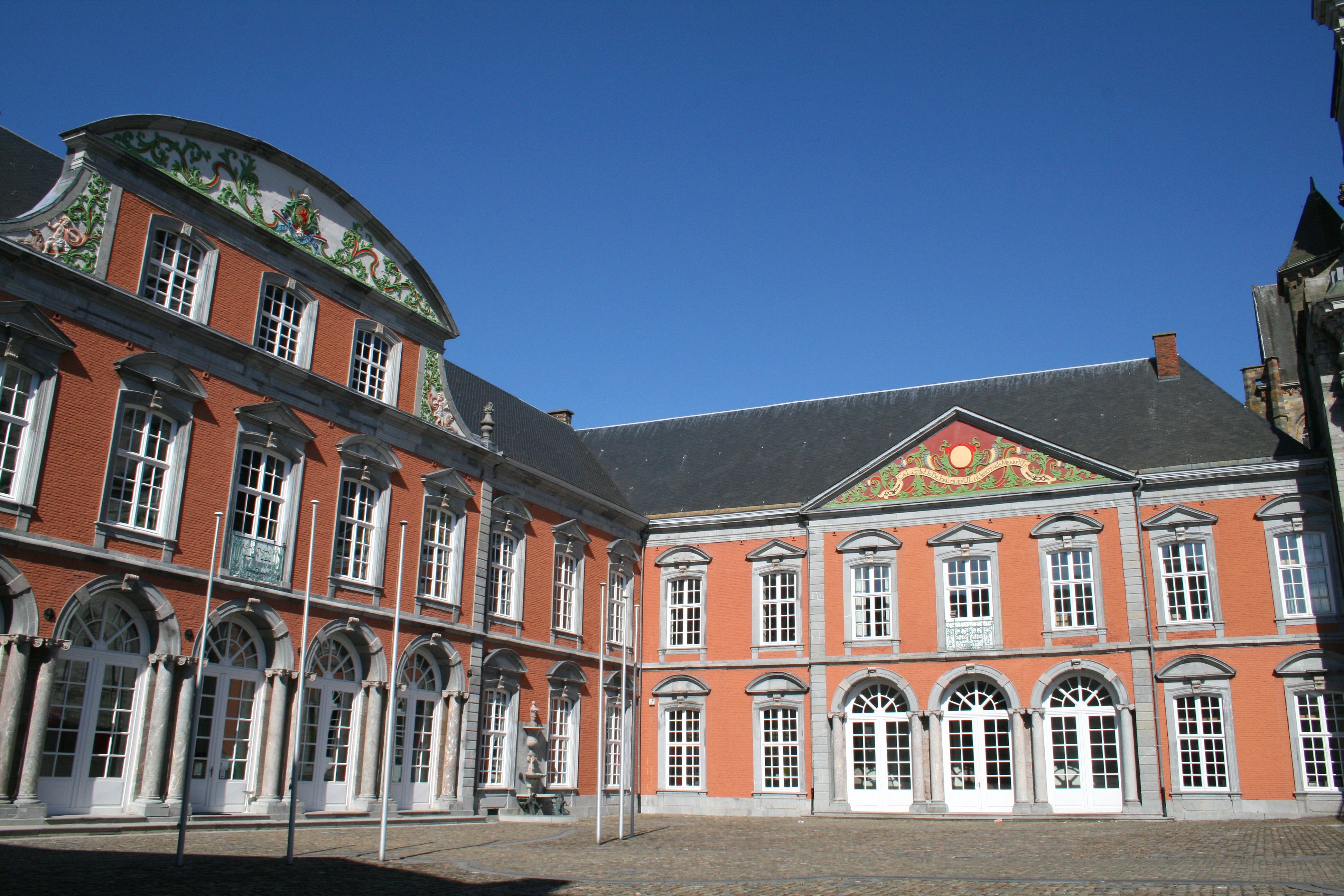
L'ancienne abbaye de Saint-Hubert abritait jusqu'en 2019 les Archives de l'État.

Les Archives de l’État à Saint-Hubert constituaient une des 20 implantations des Archives de l'État en Belgique. Elles se trouvaient, depuis 1960, dans les bâtiments de l'ancienne abbaye bénédictine, à Saint-Hubert en province de Luxembourg.
Après plus de 150 ans de tribulations, les archives de l'abbaye de Saint-Hubert sont ainsi retournées — seul cas attesté en Belgique — dans les lieux historiques de leur production.
Ce dépôt a fermé définitivement ses portes le 1er mars 2019. Les collections ont été transférées aux Archives de l'État à Arlon. 

## Possessions
Les Archives de l'État à Saint-Hubert conservaient les archives provenant des institutions, collectivités, familles et personnes physiques dont le siège ou le domicile est (ou était) fixé en province de Luxembourg, plus précisément sur les territoires actuels de l'arrondissement judiciaire de Marche-en-Famenne et du canton judiciaire de Saint-Hubert (dans l'arrondissement judiciaire de Neufchâteau), soit à peu près toute la moitié nord de la province.
Les principaux fonds publics proviennent d'institutions locales d'Ancien Régime (justices subalternes, échevinages, communautés rurales), du notariat, d'autorités ou d'administrations régionales, provinciales ou locales (ayant compétence dans les arrondissements et canton judiciaires détaillés plus haut), à savoir tribunaux, administration de l’Enregistrement et des Domaines, des Hypothèques, de la T.V.A., les archives des communes et d'administrations provinciales d'arrondissement, etc.
Le dépôt de Saint-Hubert offre également une très belle collection d’archives des institutions de droit canonique. En plus des archives du prieuré d’Houffalize (XIIIe au XVIIIe siècle), des couvents et maisons religieuses, des paroisses et fabriques d’église (XVe au XXe siècle), le dépôt s’enorgueillit de conserver les archives de l’ancienne abbaye de Saint-Hubert (VIIIe au XVIIIe siècle), dont la présence quasi continue est attestée dans le bâtiment depuis l'an 725 (cas unique en Belgique).
S’y ajoutent des archives de droit privé (familles, individus, entreprises) et notamment l'important fonds des archives du château de Mirwart (XIIIe au XIXe siècle).
Les collections de registres paroissiaux d'Ancien Régime sont consultables sur photocopies ou sous forme d'images numériques. Les actes d'état civil établis par les communes (1796-1890) sont accessibles en microfilms (excepté les tables décennales disponibles en photocopies). La collection des microfilms des registres de l'état civil couvre toute la province de Luxembourg ; la collection des photocopies des registres paroissiaux d'Ancien Régime est limitée aux paroisses du ressort.
Le public aura, par ailleurs, à sa disposition une bibliothèque particulièrement fournie : ouvrages usuels, histoire générale mais surtout locale, bibliothèque administrative, publications archivistiques…

## Salle de lecture numérique
Depuis 2009, les registres paroissiaux et registres d’état civil de tout le pays ont été progressivement numérisés et mis à disposition du public dans les salles de lecture des Archives de l’État, dont celle de Saint-Hubert.
Depuis janvier 2013, plus de 27 000 registres paroissiaux et un nombre sans cesse croissant de registres d’état civil sont également disponibles gratuitement sur le site internet des Archives de l’État.
D’autres types de documents sont, par ailleurs, consultables depuis la salle de lecture numérique ou le site internet des Archives de l’État : 6 000 photos de la Première Guerre mondiale, des milliers de cartes et plans, les procès-verbaux du Conseil des Ministres (1918-1979), l'annuaire statistique de la Belgique (et du Congo belge) depuis 1870, 38 20 000 moulages de sceaux, etc.